# Fritz Leonhardt
Pour les articles homonymes, voir Leonhardt.
Fritz Leonhardt (né le 11 juillet 1909 à Stuttgart; décédé le 30 décembre 1999 dans cette même ville) est un ingénieur allemand spécialiste du béton précontraint. Il est considéré comme l'un des  spécialistes les plus réputés de la construction des ponts de la seconde moitié du XXe siècle.

## Biographie
Après avoir passé son baccalauréat en 1927 au lycée professionnel Dillmann de Stuttgart, il étudia le génie civil à l’Université de Stuttgart puis à l’Université Purdue aux États-Unis.
De 1934 à 1938, il travailla avec Paul Bonatz comme ingénieur-projeteur à Reichsautobahn (de)-Gesellschaft. En 1939, il créa son propre bureau d'études, Leonhardt, Andrä & Partner.
Il gagna la célébrité par de remarquables réalisations en béton armé et précontraint, parmi lesquelles le pont suspendu entre Rodenkirchen et Cologne (1941), en son temps le plus long pont suspendu d'Europe ; le pont de Deutz (1948), premier pont en poutre-caisson au monde ; la Tour de télévision de Stuttgart, premier édifice au monde de ce type où le béton armé se substitue à la charpente métallique ; le pont de Mülheim (1951), premier pont à tablier en dalle orthotrope ; le pont à haubans Ferdinand-Leitner à Stuttgart (1961) ; la Tour Heinrich-Hertz de Hambourg (1968) et enfin la conception de la couverture du Stade olympique de Munich (1972).
De 1957 à 1974, Leonhardt fut professeur de grandes constructions à l'université de Stuttgart, dont il sera même le Recteur entre 1967 et 1969 (son successeur sera Jörg Schlaich). Il se consacra intensément à la conception des antennes télé du réseau hertzien allemand. Sa tombe se trouve dans le cimetière Waldfriedhof Stuttgart (de).
Fritz Leonhardt a reçu d'innombrables distinctions, parmi lesquelles la médaille d'or de l’Institution of Structural Engineers (en) (1975), la croix de commandeur de l’Ordre du Mérite, l’Award of Merit in Structural Engineering de l'IABSE (1981) et six titres de docteur honoris causa. En 1982, Leonhardt a été élu membre d'honneur de l'Académie des sciences de Heidelberg. Depuis 1998, un lycée professionnel du quartier de Degerloch à Stuttgart porte son nom.

## Réalisations marquantes
- 1934–1938 : divers ponts pour la Reichsautobahn, entre autres le premier viaduc du Sulzbach à Denkendorf
- 1938–1941 : pont suspendu entre Rodenkirchen et Cologne (arch. Paul Bonatz pour le compte de Reichsautobahn), en son temps le plus long pont suspendu d'Europe.
- 1948 : pont de Deutz (en coll. avec Gerd Lohmer), premier pont métallique à caisson au monde
- 1950 : franchissement du Neckar canalisé à Heilbronn
- 1951 : pont de Mülheim (en coll. avec Wilhelm Riphahn), premier pont à tablier en dalle orthotrope
- 1955 : pont de Suède sur le Canal du Danube à Vienne
- 1953–1956 : tour de télévision de Stuttgart, première tour radio en béton armé (en coll. avec Erwin Heinle)
- 1957–1976 : ponts de Düsseldorf
- 1958–1959 : pont saint Séverin de Cologne (en coll. avec Gerd Lohmer)
- 1961 : pont à haubans Ferdinand-Leitner à Stuttgart (conception en coll. avec Wolfhardt Andrä)
- 1967 : projet de franchissement routier du Détroit de Messine, en Sicile (non retenu)
- 1967 : ingénieur chargé du Pavillon de l'Allemagne pour l’Exposition universelle Expo 67 à Montréal
- 1966–1968 : tour Heinrich-Hertz à Hambourg (en coll. avec Fritz Trautwein et Rafael Behn)
- 1969 : tour de la télévision de Waghäusel (en coll. avec Erwin Heinle)
- 1972 : couverture du Stade olympique de Munich (conception de l'ossature)
- 1972 : pont à haubans de Bickensteg à Villingen-Schwenningen
- 1975–1978 : franchissement du Neckar à Weitingen
- 1978 : Cable Bridge, Pasco–Kennewick, État de Washington
- 1979 : viaduc de Kochertal, avec l'architecte Hans Kammerer, maîtrise d’œuvre de Wayss & Freytag AG conseillés par Leonhardt
- 1981 : relais radio-télévision Colonius, conception de l'ossature et maîtrise d’œuvre (architecte Erwin Heinle)
- 1992 : pont de Galata à Istanbul

## Manuels et essais
- (de) Spannbeton für die Praxis. Verlag Ernst, Berlin 1973,  (ISBN 3-433-00541-9).
- (de) Ingenieurbau – Bauingenieure gestalten die Umwelt. Carl Habel Verlag, Darmstadt 1974.
- (de) Brücken/Bridges. Deutsche Verlags-Anstalt, Stuttgart 1982,  (ISBN 3-421-02590-8).
- (de) Baumeister in einer umwälzenden Zeit (autobiographie), Deutsche Verlags-Anstalt, Stuttgart 1984,  (ISBN 3-421-02815-X).
- (de) Vorlesungen Uber Massivbau, volumes 1 à 6, Springer-Verlag, Berlin

## Source de la traduction
- (de) Cet article est partiellement ou en totalité issu de l’article de Wikipédia en allemand intitulé « Fritz Leonhardt » (voir la liste des auteurs).